# Eridanus-III-Zwerggalaxie
Die Eridanus-III-Zwerggalaxie, kurz auch Eridanus III oder Eridanus 3, ist eine im Jahr 2015 entdeckte Zwerggalaxie des Typs dSph im Sternbild Eridanus in der Lokalen Gruppe und eine der Satellitengalaxien der Milchstraße.

## Eigenschaften
Eri III dSph besitzt einen Halblichtradius von {\displaystyle r_{h}=0,54_{-0,1}^{+0,5}} ′, was bei einer Entfernung von etwa 87 kpc einer Größe von ({\displaystyle 14_{-2,6}^{+12,5}}) pc entspricht.

## Weiteres
- Liste der Galaxien der Lokalen Gruppe